# Montana Story
Montana Story (bra: Uma História em Montana) é um filme estadunidense de 2021, do gênero drama, dirigido por Scott McGehee e David Siegel, e estrelado por Haley Lu Richardson e Owen Teague. Com um roteiro dos diretores McGehee e Siegel, a trama retrata a história de dois meios-irmãos que retornam ao rancho de sua família em Montana depois que seu pai entra em coma.
"Montana Story" estreou na sessão Platform Prize, no Festival Internacional de Cinema de Toronto, em 12 de setembro de 2021. Nos Estados Unidos, o filme foi lançado nos cinemas em 13 de maio de 2022.

## Enredo
Erin (Haley Lu Richardson) e Cal (Owen Teague), dois meios-irmãos afastados, na casa dos vinte anos, retornam ao amplo e rústico rancho que um dia conheceram e amaram no estado de Montana depois que seu pai, Wade (Rob Story), entra em coma e começa a sobreviver através de um sistema de suporte à vida. Erin perdeu sua mãe no parto, enquanto Cal perdeu a sua há dois anos. Valentina (Kimberly Guerrero), a governanta e amiga da família, tem mantido a casa em ordem, enquanto o enfermeiro imigrante queniano Ace (Gilbert Owuor) – um apelido que ele usa, já que os estadunidenses têm dificuldade em pronunciar seu nome real – tem fornecido os cuidados que sustentam a vida do pai dos irmãos. Como a recuperação de Wade é improvável, Cal começa a vender e doar os bens do rancho, embora tenha sentimentos conflitantes devido aos abusos que sofreu de seu pai no passado. Erin, ainda ressentida pelos abusos, planeja levar o cavalo idoso da família, Sr. T, para sua casa em Hudson Valley, em Nova Iorque.
Cal explica a Ace que, há sete anos, seu pai era advogado e ajudou a encobrir um incidente tóxico na mina a céu aberto Copperhead. Erin escreveu um artigo expondo a corrupção, que foi publicado em um jornal local. Como resultado, seu pai a agrediu violentamente e matou seu cavalo, Pepper. Algumas horas depois, Erin fugiu de casa. Cal tentou encontrá-la, mas ela fez de tudo para se esconder, e ele eventualmente desistiu de procurá-la.
Cal tenta se aproximar de Erin, falando sobre sua vida em Cheyenne, em Wyoming, e seu objetivo de se tornar engenheiro civil. No entanto, ela permanece distante. Erin decide comprar uma caminhonete velha e um trailer para transportar o Sr. T, apesar da preocupação de Cal com a confiabilidade do veículo. O vendedor, Mukki (Eugene Brave Rock), revela a Erin que é moicano e que sua família fugiu para o oeste ao longo dos anos para evitar a violência.
A caminhonete quebra na estrada, e os irmãos aguardam a chegada de Joey, filho de Valentina, com um caminhão de reboque. Erin revela a Cal que é uma cozinheira treinada e trabalha em um restaurante que aproveita todas as partes dos animais. Os irmãos visitam a mina Copperhead, que Erin compara aos sete círculos do Inferno, descritos na obra "Inferno", de Dante. Ela também reflete sobre a imagem enganosa que a mitologia do Oeste estadunidense transmite.
Durante uma tempestade, a falta de energia faz com que Cal tenha dificuldades para fazer o gerador de emergência funcionar. Sem o sistema de suporte à vida, Wade sofre um ataque cardíaco. Ace, lutando para manter o paciente vivo, pede a Erin que ajude a bombear manualmente uma máscara de válvula de bolsa para garantir a respiração de Wade. Quando a energia volta, Erin fica chateada por ter auxiliado a salvar a vida dele. Ela confronta Cal, expressando sua raiva por ele ter testemunhado os abusos violentos do pai, que a deixaram gravemente ferida, sem ter feito nada para ajudá-la. Cal confessa que teve medo de intervir e ainda se sente culpado pelo que aconteceu.
Mais tarde naquela noite, Cal acredita estar sozinho e conversa com Wade sobre a infelicidade que o atormenta. Erin, observando da porta, vê seu pai entrar em parada cardíaca e morrer. Embora não seja mostrado explicitamente, é fortemente sugerido que Cal desconectou seu pai do sistema de suporte à vida. Ace, para encobrir a situação, afirma que a morte foi causada pelo ataque cardíaco que ocorreu durante a falta de energia.
Enquanto os irmãos seguem caminhos distintos, Erin pede a Cal que mantenham contato, e ele concorda. Em vez de levar o Sr. T com ela, Erin decide deixá-lo no rancho de Mukki, onde ele pode viver felizmente com outros cavalos.

## Elenco
- Haley Lu Richardson como Erin
- Owen Teague como Cal
- Kimberly Guerrero como Valentina
- Gilbert Owuor como Ace
- Asivak Koostachin como Joey
- Eugene Brave Rock como Mukki
- Rob Story como Wade
- John Ludin como Don

## Produção
As filmagens aconteceram em Paradise Valley, ao sul de Livingston, Montana, durante um período de seis semanas, de novembro a dezembro de 2020, sob rígidos protocolos contra a COVID-19.
Em novembro de 2021, a Bleecker Street adquiriu os direitos de distribuição do filme nos Estados Unidos.

## Recepção
No site agregador de críticas Rotten Tomatoes, 87% das 89 resenhas dos críticos são positivas, com uma classificação média de 7/10. O consenso do site diz: "Montana Story lança um olhar angustiante sobre o trauma familiar, trazido de forma brilhante à vida por Haley Lu Richardson e Owen Teague". O Metacritic, que usa uma média ponderada, atribuiu ao filme uma pontuação de 73 em 100, baseado em 22 críticos, indicando críticas "geralmente favoráveis".

### Bilheteria
Na América do Norte, o filme arrecadou US$ 17.284 de quatro cinemas em seu fim de semana de estreia, e US$ 19.882 de 24 cinemas em seu segundo fim de semana. Depois de expandir sua distribuição para 290 cinemas, a produção arrecadou US$ 98.762 em seu terceiro fim de semana, e então US$ 25.953 em seu quarto.